# Мацей Радзивілл
Мацей (Матвій) Радзивілл (лит. Motiejus Radvila, пол. Maciej Radziwiłł, *10 листопада 1749 — †2 вересня 1800) — державний діяч, композитор, драматург, поет Великого князівства Литовського в Речі Посполитій.

## Життєпис
Походив з литовського магнатського роду Радзивіллів, представник Шидловецької лінії гілки Несвізько-Олікської. Молодший син Леона Міхала Радзивілла, стражника польного литовського, і Анни Мицельської. Народився 1749 року у Варшаві. У 1751 році втратив батька. Опинився під опікою великого гетьмана литовського Михайла Казимира Радзивілла. Отримав домашню освіту в Несвіжі, потім подорожував Саксонією, Пруссією, Богемією. Слухав лекції в Дрездені і Празі. тут затоваришував з майбутнім відомим поетом Гете.
1773 року Мацей Радзивілл перебирається до маєтку Полонечка, де наказує створити палацово-парковий комплекс у стилі пізньої класицизму. Невдовзі маєток стає резиденцією Радзивілла. 1777 року тут приймав російського сатирика Дениса Фонвізіна, що їхав до Парижу. З кінця 1770-х років затоваришував з воєводою віленським Каролем Станіславом Радзивіллом. Разом з останнім Мацей Радзивілл займався розвитком Несвізського театру. Для роботи в театрі запрошуються світові знаменитості, ставляться опери популярних італійських композиторів Дж. Паізіелло, Д.Чімарози, Дж. Сарті. Несвізська капела майже щодня давала концерти.
Водночас долучився до масонів. У 1780 році був обраний послом на сейм. 1781 року обирається управителем масонської ложі у Вільно — «Святилища мудрості». У 1786 році отримав посаду підкоморія великого литовського, в 1790 році став каштеляном віленським. 1787 році оженився на представниці магнатського роду Ходкевичів. 1787 року стає кавалером баварського ордена Святого Губерта. 1788 року отримав ордени Білого Орла і Святого Станіслава.
Під час російсько-польської війни 1792 року Мацей Радзивілл передав в розпорядження війська Великого князівства Литовського замки, арсенали і радзиввіллівську міліцію, якими він розпоряджався як опікун малолітнього Несвізського ордината Домініка Єроніма Радзивілла. Ці війська діяли проти загонів Тарговицької конфедерації і російської армії. За свої послуги отримав подяку від Чотирирічного сейму.
У 1793 році Мацей Радзивілл увійшов до складу комісії щодо роботи поліції у Великому князівстві Литовському. Брав участь в підготовці повстання під керівництвом Тадеуша Костюшко, що почалося 1794 році. Його було включено до складу Найвищої литовської ради (став членом депутації публічної скарбниці), організованого повстанцями у Вільно. Надав особисту свободу своїм селянам, які брали участь у повстанні. У жовтні 1794 року, стурбований радикалізацією повстання, виїхав до австрійської Галичини.
За участь у повстанні російська влада відібрали у Мацея Радзивілла право опіки над малолітнім князем Домініком Єронімом Радзівіллом. 1795 року після смерті брата Миколая успадкував графство Шиловецьке. Наприкінці життя мешкав у своєму маєтку Полонечка (Новогрудське воєводство), яке на кілька днів стала культурною столицею краю. Сюди з'їжджалися композитори, актори, поети.
У вересні 1800 роки помер в селищі Добрут (Мазовецьке воєводство), але на його прохання був похований в Шидловці. Після смерті його майно стало власністю австрійського уряду і було розпродано на аукціонах.

## Творчість
У творах Радзивілла сентименталізм і класицизм поєднувалися з доромантичними тенденціями. Одним з перших композиторів Мацей Радзивілл в своїх творах відображав народні музичні традиції. Багато музичних критиків відзначають схожість між музичними творами Мацея Радзивілла і польського композитора Шопена, який жив дещо пізніше.
Як драматург дебютував в 1784 році, коли перед приїздом короля Станіслава II Августа поставив в Несвіжі оперу «Агатка, або Приїзд пана» (написав лібретто, музику склав неміцький композитор Ян Давид Голланд). За легендою Радзивілла надихнуло на створення опери невдале сватання до Ганни, доньки Юзефа Миколая Радзивілла. Пізніше опера ставилася у Варшаві, Любліні, Вільно і Львові. З 1799 року ця опера виконувалася в 2-дійовій версії під назвою «Гарний пан — батько для підданих» і була популярною до кінця 1820-х років. В опері поетизували простий народ, заявлялося про необхідність полегшити селянську долю і вказувалося, що важка селянська праця є основою загального добробуту.
У 1786 році на іменини віленського воєводи Кароля Станіслава Радзивілла в Альбі під Несвіжем була поставлена опера «Войт Альбанського селища». На цей раз Мацей Радзивілл був автором лібрето імузики. В опері засуджувалося жорстоке поводження з селянами.
Інші музичні твори Мацея Радзивілла — «Дивертисмент Ре мажор», «Серенада Сі-бемоль мажор» (прообразом послужили серенади італійського композитора Г. Пун'яні), «Соната Соль мажор для скрипки і клавесина» (тут відбилися риси новоіталійського концертного токкатного стилю з типовими для нього безтурботною образністю, мажорною тональністю (G-dur), рухомим темпом і гомофонною фактурою, що буяють гаммоподібні пасажи з 16-ті і триольною послідовностями, а вкраплення орнаментики і синкоп), 6 полонезів для оркестру, «Полонез До мажор для клавесина»,. Найбільшим знаним є полонез № 1 «Полювання». У партитурі містяться замітки, що конкретизують програмний задум композитора: галоп лані, полювання на ведмедя, оглушливий вибух, тріумф мисливців. Для передачі цих ефектів композитор використав мисливський ріг і барабан.
Також Мацей Радзивілл складав вірші.

## Родина
Дружина — Ельжбета, донька Яна Миколая Ходкевича, старости генерального жмудського, і Людвіки Марії з Жевуських.
Діти:
- Антоніна Людовіка (1790—1851), дружина князя Станіслава Казимира Гедройца-Юраха
- Костянтин Миколай (1793—1869)